# Шарл Виктор Леклер
Шарл Леклер (17. март 1772 – 2. новембар 1802) је био француски генерал.

## Биографија
Рођен је у Понтоазу у Краљевини Француској. Учествовао је у Француским револуционарним ратовима. Истакао се најпре у опсади Тулона 1793. године, а затим је учествовао у походу на Италију 1796. и на Египат 1798. године где је 6. августа спасао француске трупе опкољене код Билбаија. Подржавао је и помогао Наполеону Бонапарти да у државном удару 18. бримера збаци Директоријум и преузме власт. На челу Француског експедиционог корпуса (35.000 људи), упућен је на Санто Доминго да угуши устанак црнаца. Умро је од жутице.